# Harun Erdenay
Harun Erdenay, né le 27 mai 1968 à Ankara, en Turquie, est un joueur turc de basket-ball. Il évolue au poste d'ailier.

## Carrière

### Palmarès
- Finaliste du championnat d'Europe 2001
- Champion de Turquie 1995, 1998, 2001 (Fenerbahçe)
- Vainqueur de la coupe de Turquie 1992, 2003 (Fenerbahçe)
- Meilleur marqueur du championnat de Turquie 1990, 1993, 2005